# Pia Maria Plechl
Pia Maria Plechl (* 24. Jänner 1933 in Baden, Niederösterreich; † 18. Dezember 1995 in Wien) war eine österreichische Journalistin und Autorin. Sie schrieb vor allem über Kirche, Kunst und Kultur.

## Leben
Pia Maria Plechl war enge Verwandte (Tochter?) der Ärztin Bertholda Plechl-Exner (1902–1969), die in Speising im 13. Wiener Gemeindebezirk von 1949 an ein später nach Mödling übersiedeltes Kinderspital des Landes Niederösterreich leitete. Es wurde von der Europahilfe in Göteborg ausgestattet und daher Göteborghaus genannt; es war das damals modernste Kinderspital Österreichs. Professorin Bertholda Plechl wurde 2013 in einem Text über das heutige Orthopädische Spital Speising als legendäre Pionierin der Kinderabteilung bezeichnet.
Pia Maria Plechl besuchte von 1943 bis 1951 das Gymnasium Wenzgasse im 13. Wiener Gemeindebezirk und maturierte dort mit Auszeichnung. Ihr Publizistikstudium an der Universität Wien schloss Plechl mit der Dissertation Hitlers „Mein Kampf“ und Stalins „Fragen des Leninismus“ ab.
Von 1955 bis 1958 arbeitete sie als Journalistin bei der Neuen österreichischen Tageszeitung, einer Zeitung der konservativen Regierungspartei ÖVP. 1958 wechselte Plechl für drei Jahre in die Abteilung Film, Museen und Presse des von Heinrich Drimmel (ÖVP) geleiteten Unterrichtsministeriums. 1961, im Alter von 28 Jahren, wurde sie Redakteurin der bürgerlichen Tageszeitung Die Presse. Ab 1982 war sie neben Chefredakteur Thomas Chorherr, der im März 1995 Herausgeber des Blattes wurde, als stellvertretende Chefredakteurin tätig.
Ab 1992 war sie nach Altbundespräsident Rudolf Kirchschläger Präsidentin der Österreichischen Gesellschaft vom Heiligen Land, die das Österreichische Hospiz zur Heiligen Familie in Jerusalem führt.
Eine Woche vor Weihnachten 1995 nahm Pia Maria Plechl sich im Alter von 62 Jahren das Leben. "Sie starb [...] in großer Einsamkeit", hieß es im Nachruf in der Zeitschrift der Hospizgesellschaft. Sie wurde am 9. Jänner 1996 auf dem Hietzinger Friedhof im Familiengrab bestattet.

## Auszeichnungen
- 1974 Staatspreis für Wissenschaftspublizistik
- 1993 Goldenes Verdienstzeichen des Landes Wien[6]
- 1994 Medaille Bene Merito der Österreichischen Akademie der Wissenschaften
- 2002 Pia-Maria-Plechl-Weg in Wien-Hietzing[6]

## Publikationen
- Ein gutes Land. Sonntagsfahrten durch Innerösterreich. Hunna, Wien 1966.
- mit Klaus Brantl: Festliches Wien. Süddeutscher Verlag, München 1966.
- Kreuz und Äskulap. Dr. med. Anna Dengel und die Missionsärztlichen Schwestern. Herold, Wien/München 1967, DNB 457820829.
- Diplomatische Akademie Wien. Bundesministerium für auswärtige Angelegenheiten (Hrsg.), Wien 1968.
- Das Marchfeld. Herold, Wien 1969.
- „Gott zu Ehrn ein Vatterunser pett“. Bildstöcke, Lichtsäulen und andere Denkmale der Volksfrömmigkeit in Niederösterreich. Herold, Wien/München 1971.
- Land der Berge. Die schönsten Paß- und Höhenstraßen Österreichs. Molden, Wien 1973, ISBN 3-217-00493-0.
- Baden bei Wien. Herold, Wien 1974, ISBN 3-7008-0124-6.
- „Um Österreich zu finden …“ Auf den Spuren der Geschichte. Styria, Graz/Wien/Köln 1976, ISBN 3-222-10969-9.
- Traumstraßen durch Österreich. 5. Auflage, Molden, Wien 1978, ISBN 3-217-00837-5.
- Wallfahrtsstätten in Niederösterreich. Verlag Niederösterreichisches Pressehaus, St. Pölten/Wien 1978, ISBN 3-85326-445-X.
- Traumschlösser. Die schönsten Schlösser und Burgen Österreichs. 1. Auflage, Molden, Wien/München/Zürich/Innsbruck 1979, ISBN 3-217-00851-0. 
 2. Auflage unter dem Titel: Traumschlösser. Die Schlösser und Burgen Österreichs. Verlag Christian Brandstätter, Wien 1986, ISBN 3-206-00008-4.
- Wallfahrt in Österreich. Ueberreuter, Wien 1988, ISBN 3-8000-3265-1.
- mit Hella Pflanzer: Impressionen aus Wien. Pinguin-Verlag, Innsbruck 1991, ISBN 3-7016-2351-1.
- mit Hella Pflanzer: Österreich. Landschaft, Kunst und Kultur. Pinguin-Verlag, Innsbruck 1993, ISBN 3-7016-2411-9.
- Niederösterreich. 2. Auflage, Pinguin-Verlag, Innsbruck 1999, ISBN 3-7016-2432-1.
- Mit Haarschopf und Kastenschnur. Roberto de Nobili. Verlag St. Gabriel, Mödling 1977, ISBN 3-85264-108-X, ISBN 3-87787-096-1.
- Die Nonne mit dem Stethoskop. Anna Dengel. Verlag St. Gabriel, Mödling 1981, ISBN 3-87787-145-3, ISBN 3-85264-173-8.
- Paulus. Verlag St. Gabriel, Mödling/Wien 1986, ISBN 3-85264-256-6.
- Die Ärztin im Habit. Anna Dengel. St.-Benno-Verlag, Leipzig 1988, ISBN 3-7462-0207-8.